# Ordre du Mérite ivoirien
L'ordre du Mérite ivoirien est un ordre honorifique de Côte d'Ivoire créé en 1970 pour récompenser des mérites distingués acquis dans une fonction publique, civile, militaire ou  privée.

## Historique
L'ordre du Mérite ivoirien est créé le 11 septembre 1970,, en remplacement de la médaille du Mérite national.
Le chancelier de l'ordre est le grand chancelier de l'ordre national de Côte d’Ivoire.

## Composition
L'ordre comporte 3 grades et 2 dignités :
| Rubans de l'ordre du Mérite ivoirien | Rubans de l'ordre du Mérite ivoirien | Rubans de l'ordre du Mérite ivoirien | Rubans de l'ordre du Mérite ivoirien | Rubans de l'ordre du Mérite ivoirien |
| ------------------------------------ | ------------------------------------ | ------------------------------------ | ------------------------------------ | ------------------------------------ |
| Grand-croix                          | Grand officier                       | Commandeur                           | Officier                             | Chevalier                            |

### Grades
- Chevalier
- Officier
- Commandeur

### Dignités
- Grand officier
- Grand-croix